# Католический костёл (Симбирск)
Костёл во имя обретения св. Креста Господня — утраченный католический храм в городе Симбирск, существовавший с 1894 по 1931 год. Разрушен коммунистами в 1959 году.

## История
До 1874 года жители г. Симбирска, исповедующие римско-католическую религию, принадлежали к Казанскому приходу, который тогда состоял из семи губерний: Казанской, Нижегородской, Вятской, Пермской, Симбирской, Самарской и Пензенской, но с 1874 года, Симбирская губерния сделалась самостоятельным приходом. Ещё в 1852 году ксёндз Фульгентий Лясковский устроил в Симбирске, в своей квартире, молитвенный дом, украсил его образами и снабдил необходимыми принадлежностями для богослужения, но в 1874 году, при учреждении прихода, по распоряжению Могилёвского католического архиепископа А. Фиалковского был прислан особый курат, настоятель прихода. С того времени содержание прихода и церковного причта легло на малочисленных и в большинство небогатых прихожан, которые несколько раз обращались с просьбами о материальной помощи, но их ходатайства оставались без удовлетворения и богослужения совершались в тесных квартирах, арендованных в частных домах. В 1886 году стараниями синдика прихода А. В. Миллера была построена в Симбирске деревянная каплица, но таковая администрациею прихода не была принята. Умерший в 1893 году отставной штабс-капитан Карл Пашкевич завещал приходу свой деревянный дом, с усадебным местом по Шатальной (ныне Корюкина) улице, который, при помощи пожертвований, перестроен в костёл и 2 октября 1894 года освящён во имя Воздвижения Святого Креста Господня. С тех пор католическое население г. Симбирска получило возможность отправлять свои богослужения с подобающим благолепием.
В 1931 году католический храм был закрыт для богослужений и превращён в рабочее общежитие Ульяновского патронного завода. После начала Великой Отечественной войны, 19 октября 1941 года в Ульяновск было эвакуировано руководство Московской Патриархии во главе с Местоблюстителем Патриаршего престола митрополитом Сергием. Основная масса православных храмов в городе была разрушена ещё в 1930-е годы. Руководству РПЦ было передано сохранившееся, очищенное от мусора и временных постояльцев, здание костёла.
9 ноября 1941 года возрождённый в бывшем католическом костёле православный храм был торжественно освящён в честь Казанской иконы Божьей Матери — временный Казанский Патриарший собор, давней покровительницы и заступницы России в годы военных лихолетий. Он стал Кафедральным собором Ульяновской епархии и временным Патриаршим собором, главным православным храмом Советского Союза. Московская Патриархия находилась в Ульяновске до конца лета 1943 года. А Казанский собор стал кафедральным собором Ульяновской епархии. Но в июне 1959 года, в пору последних массовых гонений на Церковь в СССР, Казанский собор был закрыт и вскоре разрушен.

## Описание
Католический храм был небольшой. На площади в 25,2 квадратных сажень (~ 113 м²), находилось четыре деревянных алтаря и восемь скамей для прихожан. В главном алтаре помещалось деревянное Распятие. Боковой алтарь с правой стороны был посвящён Остробрамской иконе Божией Матери. Этот чудотворный образ хранится в г. Вильнюсе, столице Литвы и издавна почитается католиками и православными. В алтаре с левой стороны была помещена икона св. Екатерины. Эта святая являлась покровительницей симбирской помещицы, великобританской подданной и католички Екатерины Максимилиановны Перси-Френч. Четвёртый алтарь был посвящён св. Апостолу Петру. В нём находилась икона основателя Римской церкви, первого Папы Римского. Главной святыней костёла являлся металлический крест, содержавший частицу Животворящего Креста Господня. В храме находилась статуя Пресвятой Богородицы Лурдской, увенчанная серебряной короной. При входе в храм помещалась мраморная посуда для освящения воды. Для музыкального сопровождения богослужений имелась фисгармония.

## Настоятели
- курат Владислав Байковский (с 1887)[2];
- ксёндз Ю. Викульский (с 1890)[2];
- курат Леопольд Урбанович (с 1894)[2];
- С 1898 по 1907 гг. в приходе сменилось 6 настоятелей[2].
- курат И. Ундерис (на 1911)[2];
- курат Цакуль Михаил Христофорович (1912—1916)[5];
- курат Казимир Уодко (до 2.1919)[2];
- В 1890-х гг. синдиками (церковные старосты) избирались: А. С. Харкевич, Е. А. Новицкий, И. А. Баньковский, К. И. Баранцевич, И. И. Ковалевский, А. С. Харкевич — «за особенную заботливость о благосостоянии костёла» был навечно избран почётным синдиком[2].